# Ciprina
La ciprina, també coneguda com a ciprina (of Panikorovskii et al), és un mineral de la classe dels silicats, que pertany al grup de la vesuvianita. No s'ha de confondre amb la ciprina (of Berzelius), una varietat de vesuvianita.
El nom va ser introduït l'any 1820 per Jöns Jakob Berzelius per a una varietat de color blau de vesuvianita que contenia coure, provinent de Kleppan, Sauland, Noruega. L'any 2015 el nom va ser reutilitzat per descriure aquesta nova espècie, membre del grup de la vesuvianita, la qual no és el mateix material que l'original ciprina descrita per Berzelius.

## Característiques
La ciprina és un sorosilicat de fórmula química Ca19Cu2+(Al10Mg₂)Si18O68(OH)10. Va ser aprovada com a espècie vàlida per l'Associació Mineralògica Internacional l'any 2015. Cristal·litza en el sistema tetragonal.

## Formació i jaciments
Va ser descoberta a la mina Wessels, a Hotazel, als camps de manganès del Kalahari (Cap Septentrional, Sud-àfrica). És l'únic indret on ha estat trobada aquesta espècie mineral.